# Karatau (miasto)
Karatau, kaz. Қаратау – miasto w południowym Kazachstanie; w obwodzie żambylskim; 37 tys. mieszkańców (2006). Wydobycie fosforytów. Leży u stóp gór Karatau. W mieście znajduje się stacja obserwacji ruchów sejsmologicznych Ziemi.